# La fuga (film 2016)
La fuga è un film italiano del 2016, diretto da Stefano Calvagna.

## Trama
Il rapinatore Saverio è in fuga dopo aver fatto una rapina in una banca. Durante la fuga conosce Micol, una escort estranea al reato. Mentre i poliziotti lo cercano Saverio si è nascosto in casa di Micol.

## Produzione
Le riprese del film si sono svolte a Roma.